# DX人生ゲーム
DX人生ゲーム（デラックスじんせいゲーム）は、1995年12月15日にセガサターン用、1996年3月22日にプレイステーション用が発売されたソフト。発売元はタカラ（現：タカラトミー）。SUPER人生ゲームIIの続編である。

## 概要
ゲームの基本ルールは、ボードゲームと同じようにルーレットを回してコマを進めてゴールを目指すもの。全員がゴールした時点で全資金を換金して、いちばん多くの財産を持っていた人の勝ちとなる。
- プレイステーション用及びセガサターン用の人生ゲームシリーズの第1作。実際の開発は前作と同じくKIDにより行われ、次作『DX人生ゲームII』まではKIDが開発を担当する。
- プレイ可能人数は1人～4人。コントローラを1つだけ使用している場合でも最大4人まで遊ぶことが可能。また、専用のマルチタップにも対応している。
- メインマップは「せっかちコース」「ほどほどコース」「のんびりコース」から選べる。各マップの途中にはそれぞれ異なるショートマップがいくつか配置されている。
- ターン数制限は無く、全員がゴールして終了となる。
- ゲーム終了後、総資産額がセーブデータ内で上位5人以内となった場合は、「達人ランキング」にランクインされる。達人ランキングは選択したメインマップごとに存在し、タイトル画面を表示してから一定時間が経つと確認できる。
- また、プレイステーション用に限り、本編とは別にミニゲームモード「UNSEIゲーム」が収録されている（ミニゲームモードの節を参照）。

## マップ

### メインマップ
せっかちコース
比較的短めのコースで、最短177マスでゴール。プレイ時間の目安は4人プレイで2～3時間程度。
ほどほどコース
中程度の長さのコースで、最短305マスでゴール。プレイ時間の目安は4人プレイで4～5時間程度。
のんびりコース
比較的長めのコースで、最短454マスでゴール。プレイ時間の目安は4人プレイで6～7時間程度。
なお、プレイ時間の目安はプレイヤーの人数やゲームの盛り上がりなどで大きく変わってくる。

### ショートマップ
大学生マップ
全マップに登場。高校卒業後に進学コースを選択し、入学試験で合格すると進むことが出来る。卒業時に記念として各パラメーターが+7される。
洞窟マップ
全マップに登場。ショートマップの中では唯一、メインマップの途中で分岐しているため、経由しないことも可能。遠回りとなるが仕返しマスが多く配置されている。このマップに限り車のコマがトロッコになっている。
遊園地マップ
せっかちコースの終盤、のんびりコースの序盤に登場。その名の通り遊園地を舞台としたマップ。
恐竜マップ
ほどほどコース・のんびりコースの序盤に登場。ジュラシック・パークを彷彿させるような設定だが原始人などもいる。
空マップ
ほどほどコース・のんびりコースの中盤に登場。世界旅行をテーマとしたマップで、このマップに限り車のコマが飛行機になっている。
南の島マップ
ほどほどコースの終盤に登場。南国のリゾートを舞台としたマップ。
海底マップ
のんびりコースの中盤に登場。深海を舞台としたマップ。竜宮城・乙姫などといった設定も登場する。このマップに限り車のコマが潜水艦になっている。
大霊界マップ
のんびりコースの終盤に登場。天国・地獄・三途の川といった死後の世界をテーマとしたマップ。ただしプレイヤー自身は生きたままであり、臨死体験に近いものとなっている。
地下マップ
全マップの中盤以降に登場。「落ちマス」に止まることで地下マップへ落とされ、「戻れマス」に止まるまで永遠に戻れない。正方形型のループ状になっており、「世紀マス」や「かなしみマス」が多数配置されている危険なマップ。

## ルール
- 必ず高校生からのスタートとなる。初期状態は知力・体力・センスの各パラメーターが8で、所持金は1000万円。
- ボードゲームの人生ゲームと異なり、ルーレットは最大が8となる。ただし途中でカードを使用すれば一度で最大に14マス進むことができる。
- 高校卒業時に就職するか大学受験コースへ進むか選択する。大学受験までは10数マスあり、入学試験に達した際にその時の知力で合格の可能性が判定され、改めて受験するか就職するか問われる。就職の場合は高校卒業時と同様に職業を選択し、専用のワープを経由して途中から合流する。受験を選択した場合は受験料として100万円を支払ってルーレットを回し、「合格」が出れば大学生マップへ進み、「不合格」が出れば浪人コース（最後の5マスは元のルート）に進む。知力によってルーレットが異なり、「合格」が出る確率が高い（多くの合格の間に僅かに不合格が混ざる）もの、半々（合格と不合格が交互に出現）のもの、低い（多くの不合格の間に僅かに合格が混ざる）もののどれかに振り分けられる。不合格が3回続くと強制的に就職となる。
- 大学生マップの末端で大学卒業となり、卒業記念として各パラメーターに+7のうえで就職する。卒業後は専用のワープを経由してメインマップの途中から合流する。
- メインマップの途中にはチェッカーマスがあり、通過順にボーナスとして所持金が追加される。通過順が早いほど高額になる。
- メインマップの終盤には「最後の赤い橋」があり、この橋を最初に渡ったプレイヤーは後続の他のプレイヤーから通行税をもらう。順番が遅くなるほど高額になる。
- ゴール手前の「最後に賭けマス」では所持アイテム買い取りを行った後、福袋（1億円）を買うかどうか選択できる。最後に賭けマスから数マス先がゴールとなるが4着以外でゴールすればボーナスがもらえる。全員がゴールするとエンディング画面に切り替わる。
- ゴールしたプレイヤーは最後のプレイヤーがゴールするまで年金ルーレットを回す。1着の場合はルーレットの数×500万円、2着だと×300万円、3着だと×100万円がもらえる。年金ルーレットにおいてもカードが使用できる。

## COMキャラクター
1～3人でプレイする時にCOMキャラクターを選ぶことも可能。以下のキャラクターの中から選択する。なお、取扱説明書ではこれらのキャラクターに職業、出身地、血液型などの設定があるがこれらは実際のゲーム内では全く無関係である。
- ひとし
- たろう
- まさし[1]
- くみこ
- あきこ
- ゆかり

## 職業
男女で名称が異なる職業もあるが給料額は同じである。　♂・♀=男女兼用　♂=男性専用　♀=女性専用
| えらい人？系 - 政治家（♂・♀） - 医者（♂・♀） - 弁護士（♂・♀） - 教授（♂・♀） スポーツ系 - プロ野球選手（♂） - サッカー選手（♂） - プロレスラー（♂・♀） - テニスプレイヤー（♂・♀） | 芸能系 - 俳優・女優（♂・♀） - 男性歌手・女性歌手（♂・♀） - コメディアン（♂・♀） バランス系 - 学校の先生（♂・♀） - スチュワーデス（♀） - 看護婦（♀） - パイロット（♂・♀） - サラリーマン・OL（♂・♀） - 保父さん・保母さん（♂・♀） | 特殊技能系 - 男性フリーター・女性フリーター（♂・♀） - 発明家（♂・♀） - 漫画家（♂・♀） - 花屋（♂・♀） - ゲームデザイナー（♂・♀） - ギャンブラー（♂・♀） ヒーロー系 - 正義のヒーロー（♂・♀） - 悪の大王（♂・♀） |

## マス
よろこびマス
プレイヤーに幸運をもたらすイベントが発生しやすい。選択肢によってはプレイヤーのパラメーターが下がることもある。パズルゲームや職業対抗クイズなどのミニゲームが発生することもある。
かなしみマス
プレイヤーに不運をもたらすイベントが発生しやすい。選択肢によってはプレイヤーのパラメーターが上がることもある。パズルゲームや職業対抗クイズなどのミニゲームが発生することもある。
はたらいてマス
自分の職業に関連するイベントが発生する。選択肢によっては幸運になることもあれば不運になることもある。大学生マップでは職業がフリーターの場合と同じ。
ハートマス
以下の手順によって異性との恋愛ができる。成功か失敗かはセンスの数値に左右され、恋愛しない場合は現状維持となり何も起こらない。
1. 最初は12人の相手から1人を選んで声を掛ける。成功なら恋愛度が1になる。
2. 恋愛度1の相手を選択するとデートに誘える。プレゼントを贈ればほぼ成功し、恋愛度が2になる。
3. 恋愛度2の相手を選択するとプロポーズができる。成功すれば結婚となり、結婚式を挙げる。相手の収入が自分のものとなり、相手の名前を変えることができる。女性でプレイしている場合は、ごく稀に相手の男性からプロポーズされることもある。
4. 結婚後は相手またはペットに関連するイベントが発生する。発生したイベント内容によって幸運になることもあれば不運になることもある。パラメーターや所持金が大きく変動するのも特徴。子供の誕生（1プレイヤーにつき4人まで）もこのマスで、誕生時は祝い金として他のプレイヤー全員から2000万円ずつ貰える。ただし子供の性別は自動的に決まり、名前を付けることはできない。
5. 結婚相手やペットが「ブチュー人」に襲われ、退治しなければならないイベントが発生することもある。失敗するとプレイヤーの全パラメーターが-10となる。「普通コース」「上級者コース」「ハイリスクコース」が選択できるが、ハイリスクコースを選ぶと強制的にパラメーターが-10となる。

カードマス
ゲームを有利に進めるカードが2枚提示され、どちらか1枚がもらえる。所持しているカードが満杯の場合は不要のカードを1枚選択して捨てることになるが、捨てない場合はカードがもらえない。
買えマス
買い物ができる。証券、不動産、ペットショップのどれか1ヶ所で買い物をする。いずれもゴール後の資産計算に関わる。マスに止まらなくても「かいものカード」を使って買い物をすることも可能。
- 証券

証券会社「キッド証券」では株式の売買が可能である。以下の3種類の銘柄のうち1種類しか所持できず、購入価格は1株につき20万円。購入後は数ターンごとに取引が行われ、ランダムで指名されたプレイヤーによってスロットを回してその結果次第で所持金が増減する。名前の由来は本作の実際の開発を担当したKIDから。
- 東菱（東京三菱銀行＝現：三菱UFJ銀行のもじり） - プラス・マイナスともほどほど（上下幅は1株につき20〜100万円）。
- NNT（NTTのもじり）：ハイリスクハイリターン（上下幅は1株につき80〜200万円）。
- 松上（松下電器産業＝現：パナソニックのもじり）：必ずプラスになるが僅か（1株につき数万円、たまに20万円）しかプラスにならない。

- 不動産

不動産屋「タカラ不動産」では自宅物件2種類、賃貸物件4種類からどれか1つを購入できる。マップが進むにつれ高額物件が登場する。所有可能な物件は最大5件までで、このうち自宅物件は1人につき1件しか所持できない。売却もここで行える。
- ペット

ペットショップでは3種類のペットからどれか1つを選んで購入できる。止まったマスによって買えるペットが異なる。所持できるペットは最大2種類。タイムトンネルマスでのイベントで獲得したペットも含めて売却することもできる。
給料マス
ここを通過すると給料日となり、パラメーターの条件を満たしているか否かで職業ランクが上下する。変動が無い場合は次のランクまでに必要なパラメーターが表示される。職業ランクによって定められた給料が入り、結婚している場合は配偶者の給料、賃貸物件を所持している場合は物件収入がそれぞれ同時に入るが、所持金がマイナス（借金状態、数字が赤くなる）の場合はその金額の1割が利子として引かれる。ここに止まった場合はボーナスとなり、給料が倍になる。
へそくりカードで強制的に給料日にすることも可能だが、この場合は職業ランクの上下はなく、もらえる給与はランクが一番低い状態と同じになる。
転職しマス
転職することができる。パラメーターを満たしていれば転職前と同じ職業も選択が可能だが、職業ランクが一番低くなる。転職しない場合は現状維持となり何も起こらない。
仕返しマス
他のプレイヤーの所持金を奪うか、15コマ戻すことができる。奪う金額は各プレイヤーの所持金に関係なく提示され、マップが進むにつれて高額になる。ゴール済みのプレイヤーは戻すことができず、チェッカーマス・最後の赤い橋・最後に賭けマスを超えて戻すことはできない。
タイムトンネルマス
全プレイヤー強制参加で、ある出来事に対して4つの選択肢のどれかを選択したのち、その結果によってパラメーターや所持金が大きく変動する。ここでしか入手できないアイテムやペットも存在する。
チェッカーマス
ここを通過すると順位に応じたボーナスがもらえる。仕返しマス、あともどりカードではこれより後ろに戻すことができない。
落ちマス、戻れマス
「落ちマス」に止まると地下マップに落とされ、「戻れマス」に止まるまで永久にループする。メインマップの中盤以降に配置され、「戻れマス」は地下マップの特定の一辺に集中して（1マスおきに4マス）配置されている。地下マップには世紀マスが2～3ヶ所配置されており、非常に危険である。
世紀マス
メインマップ後半や地下マップに配置されている。全プレイヤーに重大な不幸をもたらす世紀末イベントが発生する。イベント内容はルーレットを回した結果で決まるほか、「世紀末カード」を使用すればスタート直後に強制的に起こすことも可能。
- ツーケー星人現る：各パラメーターが-10。
- 奴が来た！：物件価格が10分の1になる。「奴」とはブチュー人のこと。
- 美男美女現る：結婚相手以外の恋愛度が0になる。既に結婚している場合は無関係。
- 女神降臨：所持金が最下位の人と同額になる。
- 怪盗ボナ現る：所持しているカードが全て没収される。
- 大恐慌：持株が0になる。
- たつまき襲来：職業ランクが最低ランクになる。
- 悪魔襲来：全員に1ターンの間、悪魔が取り憑く（悪魔カードを出された場合と同じ）。

ゲームしマス
全プレイヤー強制参加のスロットゲームになる。「バトルカード」で強制的に起こすこともできる。「AがBにCをD」という形のスロットマシンが登場し、その結果によってパラメーターあるいは所持金が変動する。
- A：プレイヤー。順番に行うため固定されている。
- B：他のプレイヤー、天使、悪魔、全員のどれか。
- C：パラメータ（知力・体力・センスのどれか2つ）または金額。マスによって異なり、マップが進むにつれて数値が大きくなる。
- D：「もらう」もしくは「あげちゃう」。Bが「天使」の場合は「もらう」確率が高く、「悪魔」の場合は「あげちゃう」の確率が高い。それ以外は交互。

Cのパラメータ数値は最大が21で、一気に63（4人プレイ時でBが全員の場合）もの変動が発生する。所持金の場合は最大が1億円で、こちらも一気に3億円の変動が有り得る。
最後に賭けマス
メインマップの最終盤に登場する。所持しているアイテムを買い取ってもらえる。提示された金額に上乗せさせることも可能だが、選択肢やアイテムによっては金額を下げられたり、没収（買い取られない）されることもある。アイテムを所持していない場合は何も起こらない。
買取イベントの後、メインイベント「人生最大の賭け」に参加できる。参加費用は1億円で、4つの福袋からどれか1つを選択してそのままゴールを目指す。金額は、ゴール後の結果発表において最終順位発表の直前に発表される。最高額は10億円で、イベント参加は任意。

### ミニゲーム
「よろこびマス」「はたらきマス」（まれに「かなしみマス」でも）では、スロットゲームとは別にミニゲームが発生することがある。ミニゲームについては下記のものがあり、ランダムで出現する。なお、職業対抗クイズ以外のミニゲームでは成功した場合には各パラメーターが上がる（現金がもらえる場合もある）が、失敗した場合や成功数が少ない場合は各パラメーターが下がる。
職業対抗クイズ
自分の職業に因んだ二択問題（学生の場合は懸賞に当選したとして様々な分野の問題）が出題され、正解すれば「パワールーレット」「マネールーレット」のどちらか一つが選択できる。問題の難易度は様々で、難題からサービス問題までランダムで出題される。
- パワールーレット：各パラメーターがルーレットの数だけプラスされる。
- マネールーレット：ルーレットの数×1000万円（ごくまれに2000万円）がもらえる。

ルーレットは高速で回るため、このイベントのみルーレットを回しすぎると「ルーレットが壊れた」としてボーナスがもらえない。不正解または時間切れの場合は各パラメーターが-4となる。
ツーケー星人を撃ち落とせ！
ツーケー星人が7匹とも異なる動きで襲来し、全てを定められた照準にて撃ち落とす。1匹以上でも撃ち落とせれば、撃ち落とせた数に応じて各パラメーターが増えるが、1匹も撃ち落とせなかった場合は各パラメーターが下がる。
パズルで遊ぼう
ブチュー人、買物中の女性、筋肉質な男の顔が降下し、それに合わせた胴体を組み合わせる。胴体はボタンを押す毎に右へ移動する。成功した数に応じて各パラメーターが増えるが、成功数が少ない場合は各パラメーターが下がる。
空を飛べ！レッツ・フライ
右側から飛来する航空機を避けながら画面上部まで飛ぶ。成功すれば各パラメーターが増えるが、失敗した場合は各パラメーターが下がる。
校庭を走れ！
街中で男が現れ、走ることを禁じられたある学校の校庭を走り切るよう言われる。ただし校庭には走ることを禁じた張本人という元プロレスラーの体育教員がおり、画面上に現れる彼に見つからないように走り切らなければならない。見つからず走り切ることができれば各パラメーターが+5されるが、失敗した場合は各パラメーターが下がる。
チャンス・ゲーム
街中で男が現れ、空中に浮遊している現金を獲得するよう言われる。ただし、同じ空中には刃物が飛んでいる。成功すれば各パロメーターが増えて現金を獲得できるが、失敗した場合は各パラメーターが-3となる。
チキンレース
崖へ向かって一人の男（影絵）が走り出し、崖の手前に表示されている矢印よりも崖側で停止させるチキン（臆病）レース。成功すれば各パラメーターが+5されるが、失敗した場合は各パラメーターが-5となる。
飛ばされた財布
画面右側から様々な物が飛んでくる中で、財布（がま口）を見つける。発見できれば現金が獲得できるが、失敗した場合は所持金が減る。金額は最大で数千万から数十万円までがランダムで設定される。
腕相撲大会
ボタンを一定時間連打し続け、その回数と1秒間の連打数で競う。入賞以上だと各パラメータ－が上がり現金が獲得できるが、予選落ちの場合は各パラメーターが下がる。
健康セミナー
プレイヤーの生活スタイルについての質問が出され、二択で回答してその結果を教えてくれる。生活スタイルの良し悪しで各パラメーターが変動する。出される質問と選択肢は毎回同じ。
ドラマの監督になろう
女優が出演するドラマの撮影が上手く進まない監督に代わり、プレイヤーが担当する。背景やBGM、出演者の名前などいくつかの項目を自由に選択して撮影させ、監督からの講評を受ける。出演者の名前を同一にするなど現実的には有り得ない設定も可能だがパラメーターが下がる事が無いボーナスゲームのため出現率は低く、当初の基本設定から大きく変えると高評価を得やすい。ただし選択肢は毎回同じ。

## 結婚相手
男女それぞれ12名ずつ登場する。いずれも時の有名人を元ネタとしている。
| 名前     | 職業         |
| -------- | ------------ |
| えつや   | 医者         |
| たくみ   | サッカー選手 |
| まさお   | 政治家       |
| トムス   | パイロット   |
| かずと   | 弁護士       |
| ヒデ     | 学校の先生   |
| あきたか | プロ野球選手 |
| ごろー   | 漫画家       |
| けんご   | 保父さん     |
| しんいち | サラリーマン |
| くにまつ | コメディアン |
| ロリオ   | ギャンブラー |

| 名前     | 職業             |
| -------- | ---------------- |
| ゆりこ   | 女優             |
| ルミ     | 弁護士           |
| まゆこ   | 女性フリーター   |
| ゆきこ   | 保母さん         |
| ジュリー | スチュワーデス   |
| りゅうこ | コメディアン     |
| ひさこ   | 看護婦           |
| みほこ   | 花屋             |
| せんり   | 女性歌手         |
| れおな   | テニスプレイヤー |
| あじこ   | 学校の先生       |
| あみ     | 女性フリーター   |

## 精算
全プレイヤーのゴール後にはエンディングを兼ねて資産の精算が行われる。
- 物件

自宅物件は3倍、それ以外の物件は2倍で買い取られる。物件を所持していると「大地主で賞」を獲得しやすい。
- 習得技能

技能を習得していれば1つにつき100万円で買い取られる。
- 配偶者・子供

配偶者がいれば1億円、子供がいれば1人につき5000万円（最大2億円）のボーナスがもらえる。結婚していれば「恋愛上手で賞」を獲得しやすい。
- 持ち株・ペット

持ち株は購入金額で、ペットは購入金額の2倍で買い取られる。
各プレイヤーの資産が紹介された後に表彰式が行われる。以下の条件を満たしたプレイヤーには各賞が送られ、それぞれ5000万円のボーナスが加算される。
- かしこいで賞：知力が一番多かったプレイヤー。
- 力持ちで賞：体力が一番多かったプレイヤー。
- オシャレで賞：センスが一番多かったプレイヤー。
- 大地主で賞：購入物件数が一番多かったプレイヤー。
- コレクターで賞：獲得アイテム数が一番多かったプレイヤー。
- 恋愛上手で賞：恋愛度の合計が一番多かったプレイヤー。

表彰式の終了後、「最後に賭けマス」で購入した福袋が開封され、金額が明かされる。最大で10億円が入っているが、逆に10万円しか入っていないこともある。
その後に総合順位が発表され、各プレイヤーのこれまでの歩みが紹介されて終了となる。

## ミニゲームモード(UNSEI)
PS版に限り、人生ゲーム本編とは別におまけとして収録された。

### 概要
- 「練習モード」と「大会モード」があり、「練習モード」は任意に選択したミニゲームを自由に遊ぶことができる。「大会モード」では6つ全てのミニゲームを順番に遊び、所持金が最も多いプレイヤーが優勝となる。

- プレイヤー数は1人から4人まで選択可能だが、COMプレイヤーの設定は無い。また、プレイヤー名は固定となっている（1P：わんぴい、2P：つうぴい、3P：すりぴい、4P：ふぉーぴい）。
- 「大会モード」で全てのミニゲームが終了した後、総合成績の発表と共に各プレイヤーにラッキーカラーなどが発表される。
- ゲーム中に流れるBGMは、人生ゲーム本編のものと同様である。

### ミニゲーム
めくってナンボ
16枚あるパネルをめくって絵柄を揃える、いわゆる神経衰弱。揃えた絵柄によって獲得金額が決まる（絵柄によっては獲得金額がランダムで変動する）。なお、オールマイティとして天使と悪魔のカードが一枚ずつ存在し、天使カードを引くと獲得金額が2倍に、悪魔カードだと半分になる。そして、天使と悪魔のカードを続けてめくるとハルマゲドンが発生し、ゲームが最初に戻る。
ザ・激流
激流を流れる丸太に次々に飛び移り、最終的に向こう岸にまでたどり着くもの。向こう岸の飛び降りた位置により賞金が変わり、飛び降りる直前に金額が自動的に変わることもある。
目押しでフィーバー
ストップウォッチを「7秒77」のスリーセブンに止めるもの。6秒00から7秒77までの間に止められれば賞金がもらえ、7秒77に近ければ近いほど高額になる。7秒77ぴったりで止められれば高額の賞金がもらえるが、7秒77を過ぎたり、あまりにも止める時間が早かった場合（5秒99以前）は賞金がもらえない。
パネパネ・トライアル
天使と悪魔の絵柄のパズルを制限時間内に正しく直すもの。早い時間に完成させれば賞金の額は高くなり、時間を過ぎると賞金の額は減っていき、最終的に時間切れになると賞金は無い。最初に「初心者モード」か「上級者モード」のいずれかを選択し、上級者モードの場合は賞金が初心者モードの倍になる。
むしとり合戦
画面内を動く「虫」を30秒間で何匹捕まえるか競うもの。5匹捕まえるごとにボーナスが入る。
サバイバル・ボム
時限爆弾のスイッチの中で爆破するスイッチを押さないようにしていくもの。成功すればするほど賞金は倍になるが、失敗すると賞金は0円になる。